# Figa
Fíga (tudi smókva; znanstveno ime Ficus carica) je srednje velik grm ali drevo. Kot divja raste v območju od Sredozemlja do Indije, kot kulturna rastlina pa tudi v drugih tropskih in subtropskih območjih. 
Do 10 metrov visok grm ali drevo ima velike liste, ki so podobni listom vinske trte. Veje so debele. Lubje je gladko in svetlorjavo. Sadež je dejansko soplodje. Soplodje sestavlja mesnata os soplodja (ki ima obliko v notranjost zapognjenega vrčka) in v notranjosti ležeči cvetovi oziroma koščičasti sadeži, ki imajo po tanki cevki na vrhu povezavo navzven. Navidezen sadež fige ima obliko krogle ali hruške in je glede na vrsto zelene do temnovijolične barve. Za razmnoževanje sta potrebni dve varianti fige (var. Domestica in  var. Caprificus) ter figova osica (Blastophaga psenes).
Fige vsebujejo veliko vitamina B1 in mineralnih snovi ter sveže do 15 % sladkorja. Konzerviramo jih lahko s sušenjem, posušene vsebujejo do 60 % sladkorja. 
Asirci so gojili fige že leta 3000 pr. n. št., v Grčiji pa so jo začeli gojiti leta 700 pr. n. št. Od tod se je razširila po celotnem Sredozemlju. Fige so bile važen sestavni del prehrane v Mezopotamiji, Palestini, Egiptu in Grčiji. V Rimu so bile fige priljubljene pri vseh slojih prebivalstva. Rimski kuhar Apicius naj bi svoje svinje hranil s figami, da bi imele popolno meso. 
Slovenščina za to rastlino pozna izraza 'figa' in 'smokva'. Prvo je slovenščina prevzela iz srednjeveške nemščine ali romanskega jezika, izvira pa iz latinske besede 'ficus' (od tod tudi različica 'fikus'); 'smokva' pa izvira iz slovanske besede (rekonstruirano *smoky), s prvotnim pomenom 'sočni sadež'. Teza, da 'smokva' izvira iz germanskih jezikov, ni verjetna.